# فرودگاه دریاچه لوون
فرودگاه دریاچه لوون (به انگلیسی: Loon Lake Airport) یک فرودگاه همگانی است که یک باند فرود چمن دارد و طول باند آن ۷۳۲ متر است. این فرودگاه در کشور کانادا قرار دارد و در ارتفاع ۵۴۶ متری از سطح دریا واقع شده است.